# Nicolò da Voltri

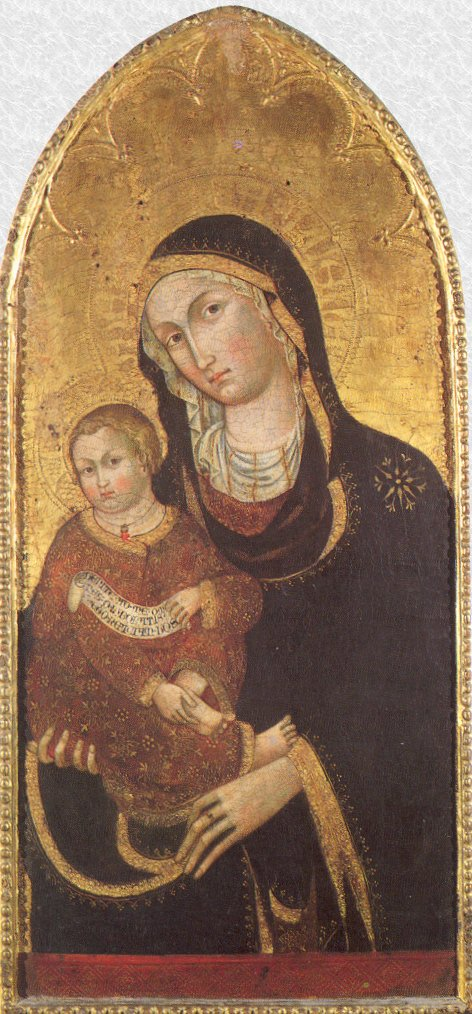
'Madonna col Bambino', di Nicolò da Voltri, fine del XIV secolo, San Donato (Genova)

Nicolò da Voltri (Voltri, ... – ...; fl. XIV-XV secolo) è stato un pittore italiano attivo a Genova fra il 1394 e il 1417.

## Biografia
Fu uno dei maggiori pittori liguri in un'epoca in cui i principali pittori attivi in Liguria erano toscani. Sulla sua vita conosciamo soltanto notizie frammentarie. Sappiamo da un documento del 1385 che era pittore e cittadino genovese, e la sua bottega si trovava sotto il portico dell'arcivescovado dove sarà ancora nel 1417, come attesta l'ultimo contratto per il polittico perduto della chiesa di Sant'Olcese in Val Polcevera.
Il pittore è ricordato nei documenti genovesi a partire dal 18 luglio 1394; in tale data infatti il suo nome ricorre nell'atto in cui Taddeo di Bartolo libera il bandieraio Benedetto d’Albenga da ogni vincolo derivante dalla garanzia a lui richiesta dal prete Simone da Vercelli al momento della commissione di due polittici per la chiesa di San Luca a Genova.
Nel 1401 firma e data il polittico dell'Annunciazione già a Genova nella chiesa delle Vigne e ora nella Pinacoteca Vaticana e, nello stesso anno, si impegna a Genova con Antonio Bonifazi, priore della Cattedrale di Nizza, a realizzare un grande tabernacolo ligneo. Quest'opera, anch'essa perduta, eseguita a Genova e spedita via mare, dovette esercitare un notevole influsso sullo sviluppo dell'arte locale. La notizia riferita da critici dell'arte nei primi anni del Novecento secondo la quale l'artista avrebbe collaborato alla decorazione delle chiese nizzarde di Santa Maria e di San Francesco non trova alcun riscontro documentario e fu probabilmente dovuta ad una superficiale lettura dell'Alizeri.
Ciò nonostante fu ripresa dalla più recente letteratura critica sul pittore. Nel 1415 Nicolò è citato tra i pittori riunitisi nella bottega di Giovanni da Nervi, cooptato in qualità di elettore dei Consoli dell'Arte a riformare lo Statuto dei pittori e degli scudai. Chiamato dunque in anni avanzati ad un incarico di non poco conto, dovette godere, come dimostra il cospicuo numero di opere pervenuteci di una certa fama all'interno del mercato ligure nonostante la sua scarsa autonomia culturale e la conseguente dipendenza stilistica dagli artisti presenti in città. A tal proposito circa l'ascendente che secondo alcuni avrebbe esercitato sulla sua formazione l'arte di Barnaba da Modena non si evidenzia che qualche minima traccia nelle sue opere, mentre è evidente il fortissimo influsso di Taddeo di Bartolo, che dominò lo stile di Nicolò.
Nella Madonna con il Bambino della chiesa genovese di San Donato, Nicolò sembra risentire timidamente dei modelli di Taddeo, con il quale era in contatto almeno dal 1394, e di cui accoglierà appieno lo stile nel polittico di San Colombano in trono tra i santi Bernardo, Giovanni Battista, Pietro e Benedetto, realizzato per la Chiesa di San Colombano, scomparti, ora separati e di cui oggi il S. Colombano ed i santi al Museo di Sant'Agostino, mentre altre parti separate della stessa predella, con figure di apostoli, sono conservati a Genova, al Museo dell'Accademia Ligustica di Belle Arti, al Museo diocesano di Albenga, ed alla chiesa dell'Assunta a Diano Castello, nei pressi di Imperia.
Nel polittico dell'Annunciazione già presente nella chiesa delle Vigne ed ora alla Pinacoteca Vaticana, datato 1401, il pittore dichiara di aderire a nuovi stimoli culturali, più ornati ed eleganti, legati a quella declinazione del gusto che si era affacciata sul mercato genovese soprattutto ad opera di artisti pisani e soprattutto senesi.
I suoi ultimi quadri mostrano anche una chiara influenza dei pittori pisani attivi in Liguria soprattutto fra il 1410 e il 1420. Fra questi anche la Madonna di Baltimora, ricollegabile anche ai modi del pisano Turino Vanni, e perciò databile dopo il 1405.

## Opere
- Madonna con Bambino, Santuario della Madonna della Costa, Sanremo
- Vergine con il Bambino, Abbazia di Santa Maria di Finalpia (Finale Ligure)
- Vergine col Bambino, firmata, San Donato, Genova
- polittico di San Colombano, un tempo al Museo degli Ospedali Civili di San Martino di Genova, poi alla galleria di Palazzo Bianco e dal 2009 al Museo di Sant'Agostino, Genova (cfr. Rotondi 1960)
- Affreschi nel Museo di Sant'Agostino, Genova
- Frammenti di predella con "Apostoli" (parti separate dal polittico di San Colombano) nel museo dell'Accademia Ligustica di Belle Arti di Genova, nel Museo diocesano di Albenga ed alla chiesa dell'Assunta a Diano Castello, nei pressi di Imperia
- polittico di San Pietro, dalla chiesa di S.Pietro di Vesima (Genova), ma ora a Gabiano (castello Negrotto Cambiaso) (datato 1400: cfr. Migliorini 1977)
- polittico dell'Annunciazione, proveniente dalla chiesa di Santa Maria delle Vigne e ora alla Pinacoteca Vaticana (firmato e datato 1401)
- San Giorgio e il drago, opera firmata "Nicolaus D. Vulturo pinxit" risalente al 1402-1404[4], chiesa francescana di Santa Maria di Gesù, Termini Imerese (Sicilia)
- Madonna che allatta il Bambino, Walters Art Museum, Baltimora
- Madonna con Bambino e Angeli, Collezione Zerbone, Genova

Molte opere di Nicolò da Voltri sono andate perdute.